# Гайдельберзький університет Рупрехта-Карла
Гайдельберзький університе́т Ру́прехта-Ка́рла (нім. Ruprecht-Karls-Universität Heidelberg) — університет у місті Гайдельберг в Баден-Вюртемберзі, найстаріший університет на території Німеччини.
Університет був заснований 1386 року пфальцьким курфюрстом Рупрехтом I. У XVI столітті він став важливим осередком протестантської Реформації. Після занепаду, спричиненого Тридцятирічною війною та війною Аугсбурзької ліги, університет було реформовано в 1803 році Карлом I Баденським, після чого він пережив період розквіту в XIX та на початку XX століття. За часів Третього Рейху університет підтримував нацистську ідеологію. Невдовзі після війни він був повторно відкритий і пройшов етап денацифікації.
Починаючи з 1960-х років університет розширювався для прийому більшої кількості студентів; тоді був збудований кампус Ноєнгаймер-Фельд, присвячений природничим наукам і медицині, а структура розміщення університету в історичному центрі Гайдельберга та районі Берггайм була оптимізована. В університеті навчаються понад 30 000 студентів, викладають понад 500 професорів. Він поділений на 12 факультетів і 12 науково-дослідних центрів, має бібліотеку з понад шістьма мільйонами томів, а також два університетські медичні центри — у Гайдельбергу та Мангаймі.
Серед колишніх студентів та нинішніх і минулих викладачів університету — 12 лауреатів Нобелівської премії з фізики, 7 — з хімії, 6 — з медицини або фізіології, 2 — премії миру й 1 — премії з літератури. Таким чином, університет пов'язаний майже з половиною всіх німецьких лауреатів Нобелівської премії.

## Історія

### Середньовічний Гайдельберзький університет

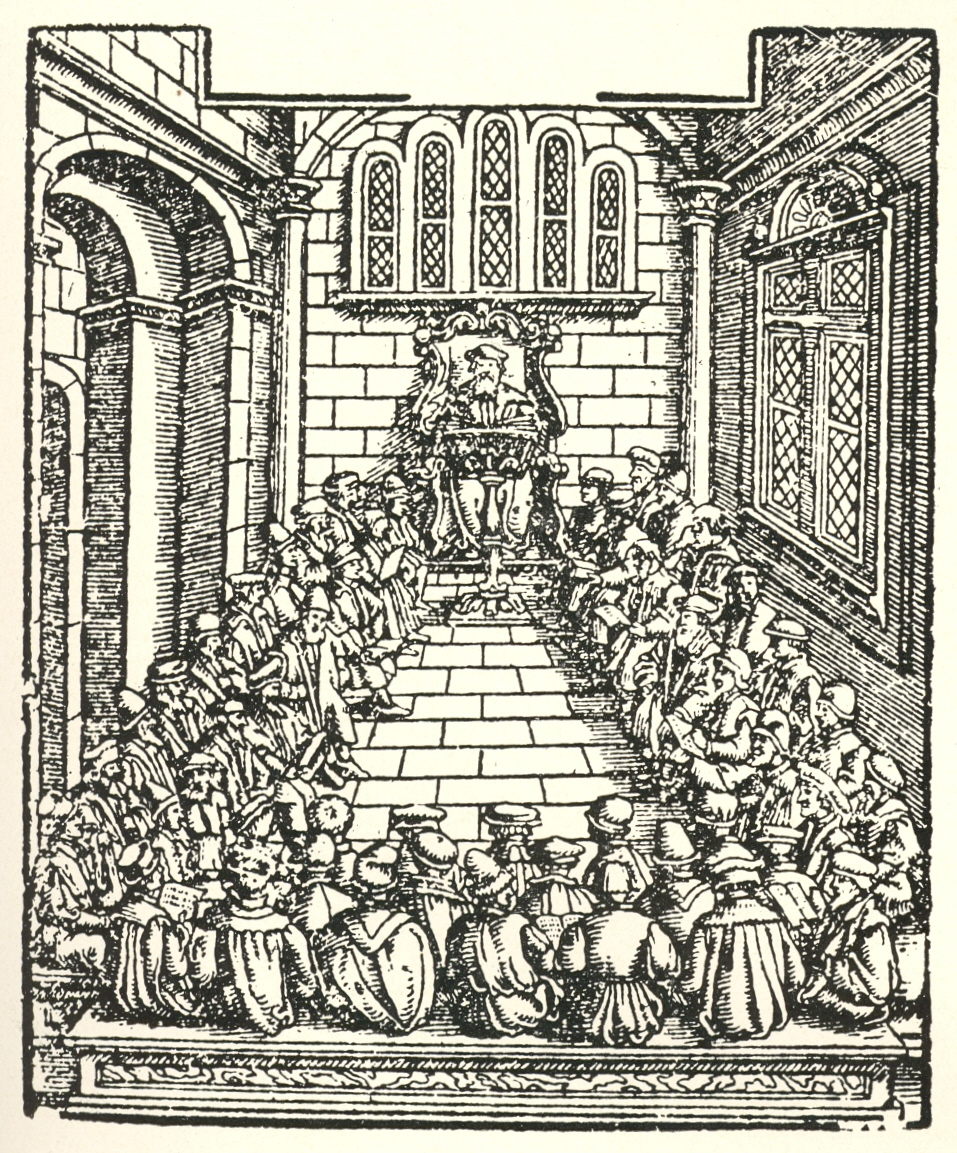
Гайдельберзький університет в «Універсальній космографії» Себастьяна Мюнстера, 1550.

Наприкінці XIV століття століття місто Гайдельберг, столиця Пфальца та резиденція Пфальцьких графів з 1225 року, мало лише близько 3000 мешканців. У місті було два монастирі, августинський та францисканський, але не було школи, тому здавалося, що йому не судилося стати університетським містом. Але в 1378 році, зі смертю Папи Григорія XI, розпочалася Велика схизма. Обрано двох пап — Урбан VI, обраний італійськими кардиналами, проживав у Римі, а антипапа Климент VII, обраний французькими кардиналами, проживав в Авіньйоні. Священна Римська імперія підтримувала Урбана VI, що ускладнювало становище німецьких студентів та професорів Паризького університету.
Роберт I Пфальцький, курфюрст Пфальцький, вступив у переговори з курією, і 23 жовтня 1385 року отримав від Урбана VI дозвіл на створення університету в Гайдельберзі за зразком паризького, з чотирма факультетами: філософія (викладання семи вільних мистецтв), теологія, юриспруденція та медицина. Єпископ Вормса мав право призначати канцлера, відповідального за видачу дипломів та ліцензій на викладання.
18 жовтня 1386 року в каплиці Святого Духа відбулася інавгураційна меса університету. На філософському та богословському факультетах навчання починається наступного дня. Невдовзі після цього Марсіль д'Інген (бл. 1340—1396), ректор факультету мистецтв у Парижі (1367, 1371), був обраний першим ректором. На ректорській печатці містився девіз «Завжди відкрито» (лат. Semper apertus), означаючи, що книга знань завжди повинна залишатися відкритою. Викладання на юридичному факультеті також розпочалося в 1386 році, а кафедра медицини була зайнята лише 1388 року.
Як це часто буває, присутність студентів у місті стала джерелом різноманітних конфліктів з мешканцями. У спробі стримати студентів запроваджували різні правила, іноді студентів змушували дотримуватися комендантської години. У 1422 році обурені містяни напали на студентську бурсу. Згодом вони були змушені покаятися за посягання на автономію університету.
Кінець XV століття століття позначений суперечками між античним та новітнім підходами до викладання на філософському факультеті. У 1452 році Фрідріх I реформував університет і зупинив суперечку. Це призвело в 1455 році до оригінального рішення — створення двох паралельних шляхів навчання. З 1456 року Пітер Людер викладав в університеті гуманізм. Згодом єпископ Вормса та канцлер університету Жан де Дальберг заохочував розвиток гуманізму. Так, під його керівництвом у 1484 році до університету вступив філософ Рудольф Агрікола. Інші гуманісти часто відвідували двір наступника Фрідріха, Філіпа I, такі як філософ і теолог Йоганнес Ройхлін та поет Конрад Цельтіс, який заснував перше гуманістичне товариство в Гайдельберзі, Рейнське літературне товариство (лат. Societas Litteraria Rhenana).
Однак гуманістичний дух не зміг перемогти схоластику. Крім того, фінанси університету занепали через борги Пфальца, що виникли під час війни з Баварією. В результаті Гайдельберзький університет відстав від університетів Базеля та Віттенберга.

### За часів Реформації й Контрреформації

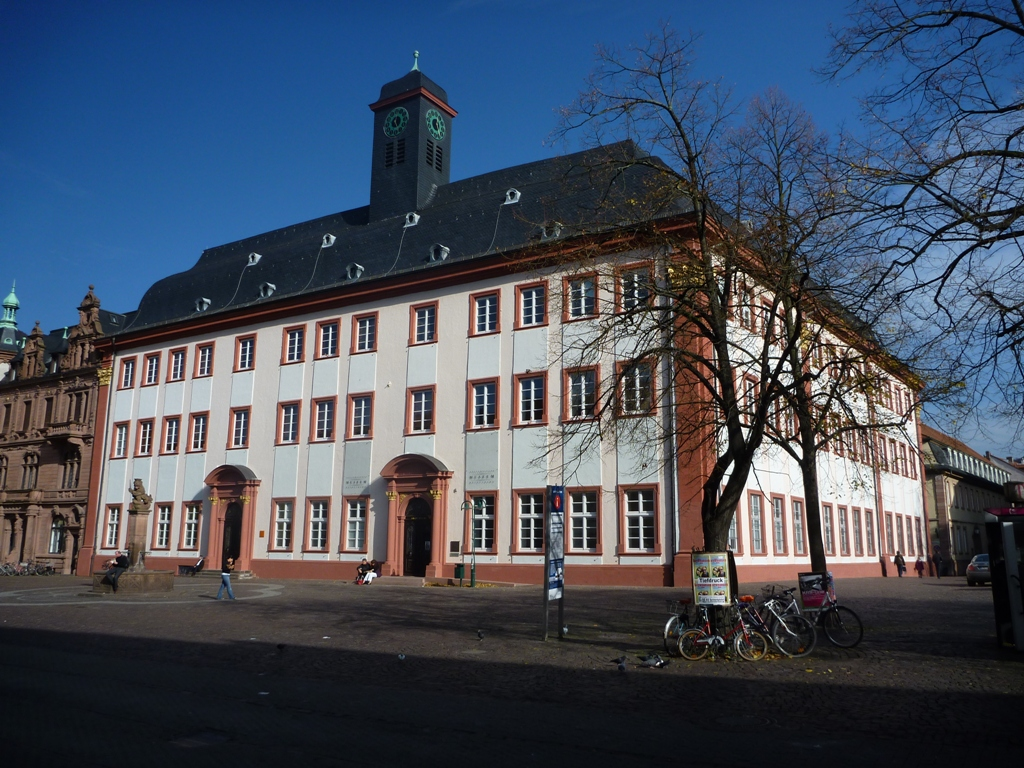
Старий університет, названий Domus Wilhelmiana на честь курфюрста Йоганна Вільгельма, був побудований між 1712 і 1735 роками.

У 1518 році Лютер захищав свої ідеї в августинському монастирі в Гайдельберзі (у так званому Гайдельберзькому диспуті), але лише у 1546 році Фрідріх II Пфальцький дозволив у місті лютеранське богослужіння, а в 1559 році курфюрст Отто Генріх запровадив в університеті лютеранське викладання. Перш ніж стати курфюрстом, Отто Генріх зробив свій внесок у розвиток університету завдяки розвитку університетської бібліотеки, яка стала відомою під назвою Палатинської бібліотеки. Ставши курфюрстом, Отто Генріх за допомогою Меланхтона надав університету нові статути, представлені професорам 19 грудня 1558 року.
Потім, під впливом Фрідріха III, курфюрста з 1559 по 1576 рік, університет став кальвіністським і брав участь у розробці Гайдельберзького катехизису, опублікованого в 1563 році. За часів правління Людовіка VI (з 1576 по 1583 рік) університет знову став лютеранським, а професори-кальвіністи приєдналися до брата Людовіка, Яна Казимира, у Нойштадті-ан-дер-Вайнштрассе, де Ян Казимир заснував Collegium Casimirianum. З 1583 року університет знову став кальвіністським, а в 1617 році пишно відзначив сторіччя кальвінізму.
Тридцятилітня війна (1618—1648) особливо вплинула на університет. У 1622 році місто було захоплене військами Тіллі. Бібліотеку закрили, а більшість творів надіслали Папі Римському до Риму. Університет був змушений призупинити свою діяльність з 1626 по 1629 рік. Більшість студентів перейшли до інших університетів, і в результаті кількість студентів різко знизилась. Вестфальські договори завершили війну в 1648 році, але лише 1 листопада 1652 року курфюрст Карл I Людвіг зміг відсвяткувати офіційне відкриття. Карл Людвіг запросив таких професорів, як юрист Самуель фон Пуфендорф, швейцарський теолог Жан Анрі Готтінгер, філолог Жан Фрайнсгайм.

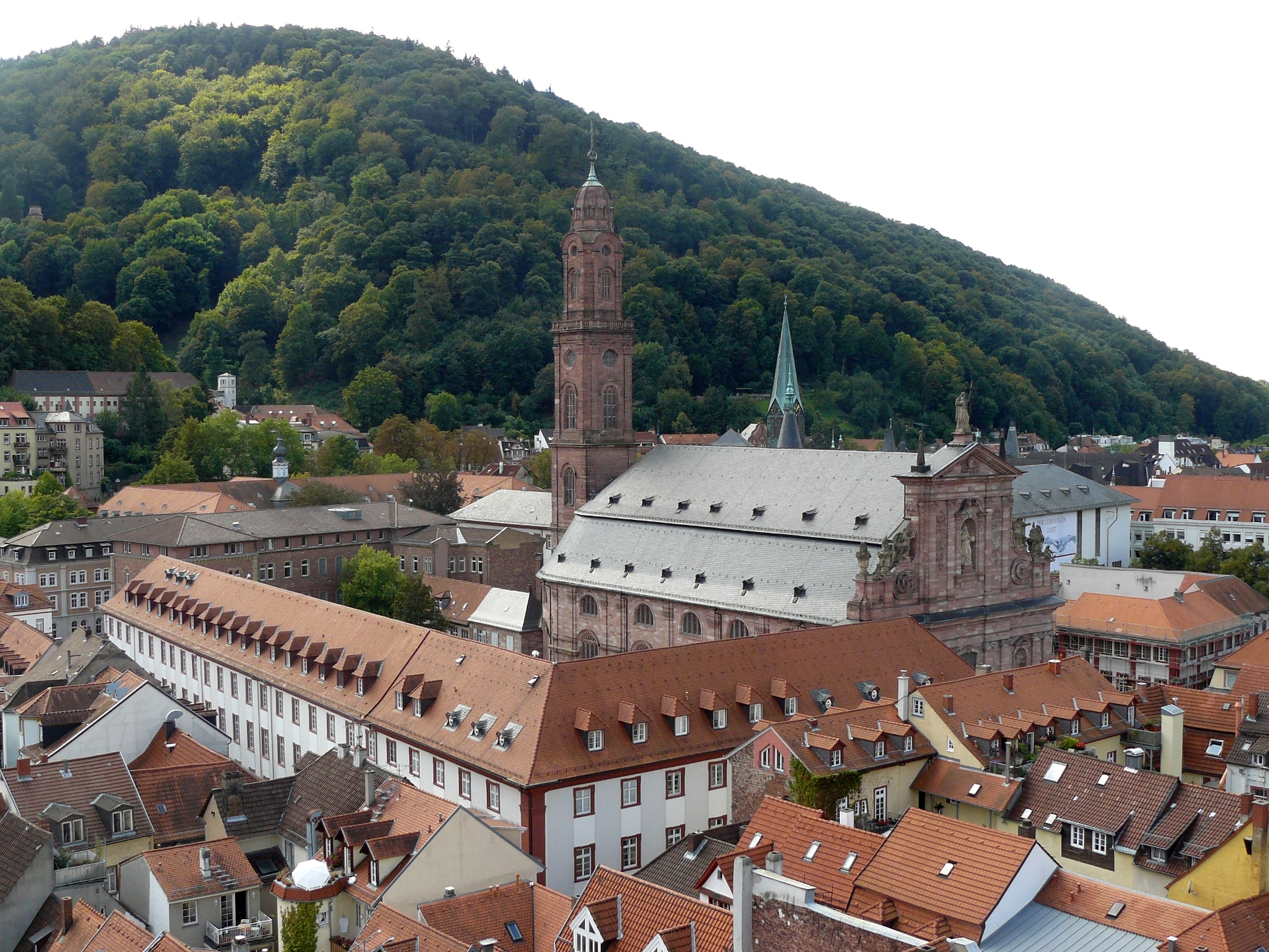
Церква та єзуїтський коледж.

Потім розпочалася війна за Пфальцьку спадщину, під час якої Гайдельберг був двічі спустошений, у 1689 та 1693 роках, військами Людовика XIV. Університет евакуювали спочатку до Франкфурта, а потім до Вайнгайма, і лише з 1704 року він знову відновив роботу у Гайдельберзі.
Курфюрст Йоганн Вільгельм організував відбудову Гайдельберга. За планами архітектора Йоганна Адама Бройніга розпочалося будівництво Domus Wilhelmiana, тепер відомого як Старий університет, яке тривало з 1712 по 1735 рік. Католицькі курфюрсти з дому Нойбургів заохочували єзуїтів оселитися в Гайдельберзі та доручили їм управління університетом. У 1720 році столиця Пфальцу переїхала з Гайдельберга в Мангайм, і відтоді курфюрсти Пфальца присвятили себе розбудові своєї нової столиці.
Після розпуску ордену єзуїтів у 1773 році, інші католицькі конгрегації перейняли управління університетом. У 1784 році з університетом об'єдналася камералістська школа Кайзерслаутерна, яку очолював лікар і ботанік Фрідріх Казимир Медікус.
У XVIII столітті університет набирав переважно місцевих студентів. Найбільшим був юридичний факультет, маючи понад 40 % викладацького складу та понад 30 % студентів у 1770—1780 роках.

### За часів Баденської держави (1803—1918)

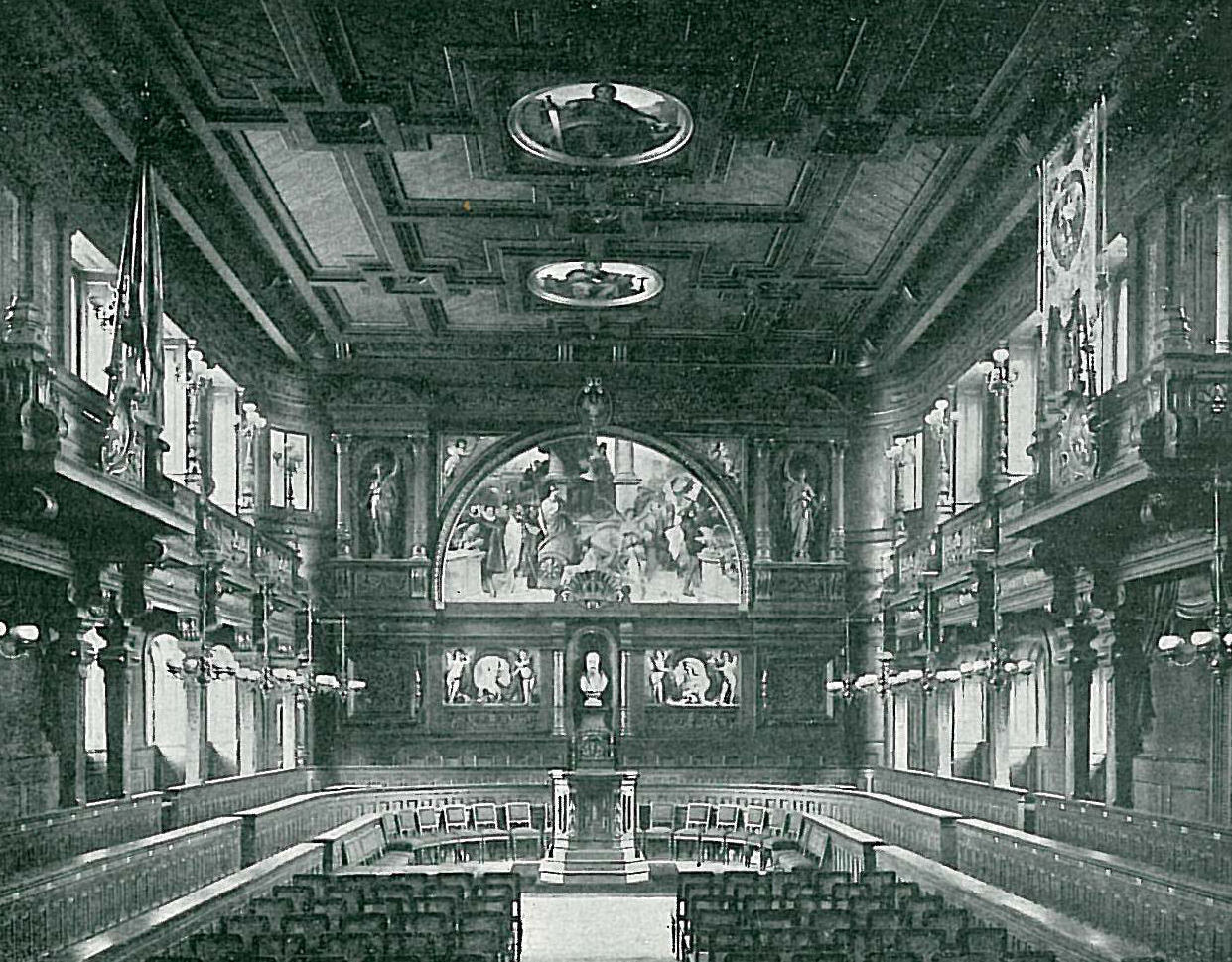
Стара аудиторія в Старому університеті, 1896.

Наполеон передав частину Пфальца, розташовану на правому березі Рейну, Карлу-Фрідріху Баденському та включив її до складу Великого герцогства Баденського з 1806 року. До Від 1803 року Велике Герцогство, на чолі з Карлом-Фредеріком фінансувало університет. Великого герцога швидко стали вважати другим засновником університету, який отримав ім'я Рупрехта-Карла.
У 1804 році Клеменс Брентано переїхав до Гайдельберга та запровадив там романтизм. Його твори та твори його друзів, Ахіма фон Арніма, Людвіга Тіка, Йозефа Ґьорреса та Йозефа фон Айхендорфа, надихались старими німецькими піснями та красою Гайдельберзького замку й видів на Неккар.

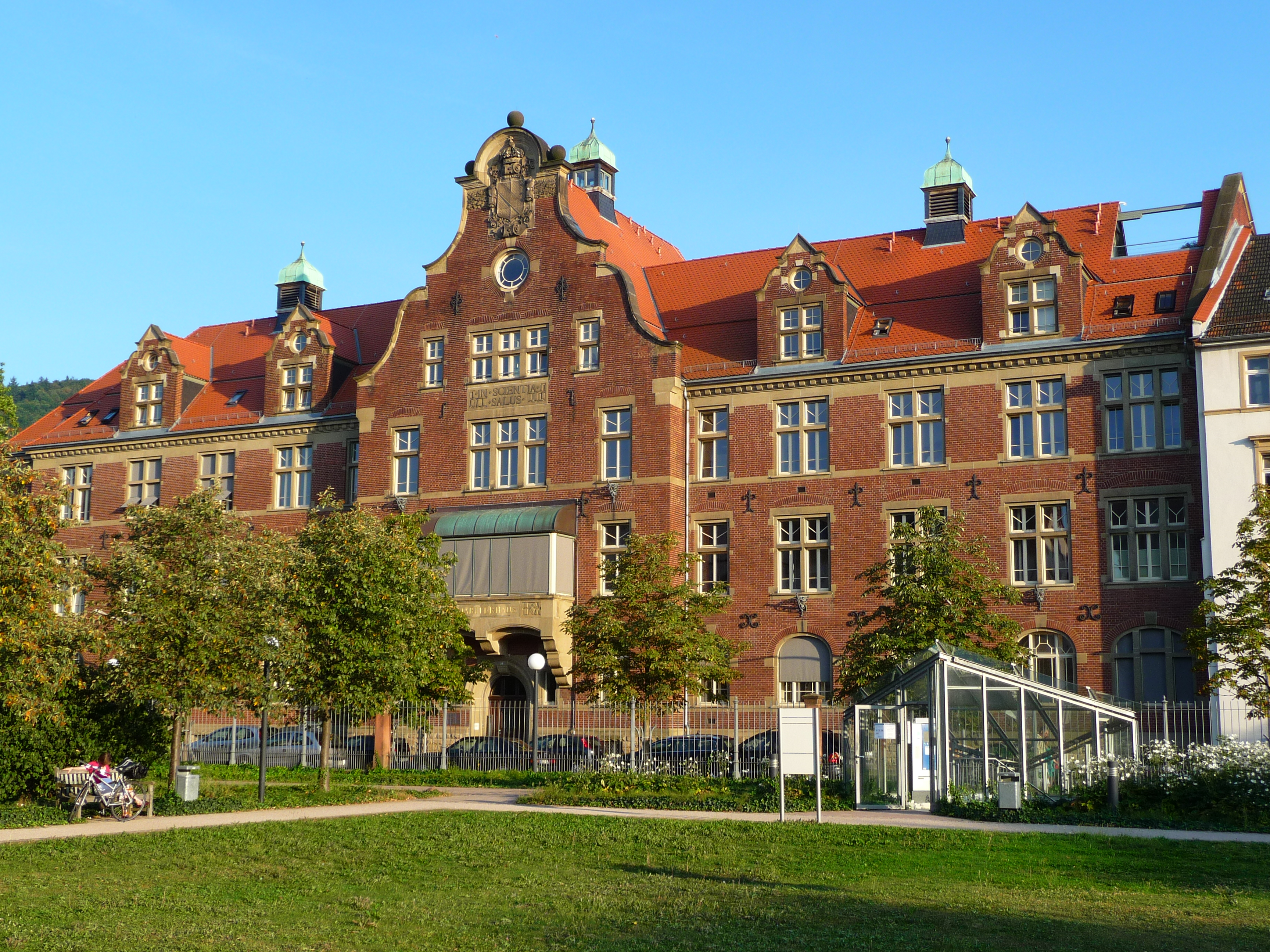
Самарітергаус або Черниклінік, збудований з 1905 по 1906 рік, будівля колишньої Бергхаймської клініки.

Гайдельберг став центром лібералізму та руху за німецьку національну єдність. Попри заборону студентських об'єднань, запроваджену 1810 року, були створені «корпуси», що об'єднували студентів з одного регіону, а потім у 1817 році було створено перший Burschenschaft з девізом «Слава, Свобода, Вітчизна» (нім. Ehre, Freiheit, Vaterland). Відтоді студентські об'єднання мали сильний вплив, спочатку патріотичний, а потім і політичний. Гайдельберзькі професори були прихильниками Доберезневого періоду, і багато з них були членами першого вільно обраного німецького парламенту, Франкфуртського парламенту 1848 року. Протягом кінця XIX століття століття в університеті панував дуже ліберальний дух, стимульований колом професорів навколо Макса Вебера та Ернста Трьольча.
З академічної точки зору, Гайдельберзький університет був особливо відомий своєю юридичною школою.
1857 року в Гайдельберзькому університеті Роберт Бунзен винайшов пальник Бунзена. У 1859 з його допомогою Роберт Бунзен та Густав Кірхгоф винайшли спектроскопію, яка дозволила їм 1860 року відкрити цезій та рубідій.

### Веймарська республіка, Третій рейх та повоєнна відбудова (1919—1950)

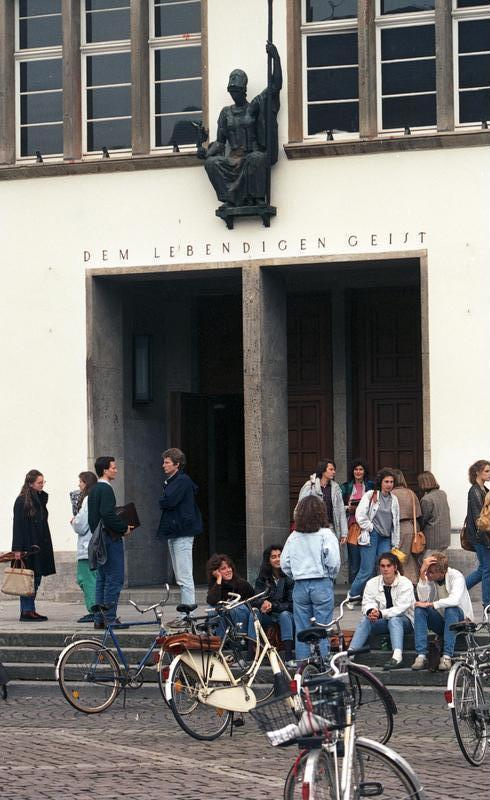
Вхід до нового університету, увінчаний написом «Живому духу» та скульптурою Афіни-Паллади, червень 1998 року.

Новий корпус університету, «Новий університет», відкрили 1931 року. Його будівництво було значною мірою профінансовано завдяки кампанії зі збору коштів у США, організованій Джейкобом Гульдом Шурманом, випускником Гайдельберзького університету та послом США у Німеччині з 1925 по 1930 рік.
Починаючи з 1933 року з університету виключали студентів та співробітників, які були євреями, комуністами, були одружені з євреями або виступали проти режиму. Таким чином, університет втратив третину своїх викладачів. Більшість виключених вчителів вирушили у заслання. Серед тих, хто залишився в Німеччині, двоє професорів загинули під час депортації. 27 студентів були виключені за комуністичні симпатії, і їм було заборонено навчатися в німецьких університетах.
17 травня 1933 року спвробітники та студенти університету взяли участь у спаленні книг на Університпетській площі. Напис над головним входом нового університету змінили з «Живому духу» на «Німецькому духу». Університет брав участь у нацистській євгеніці: в жіночій консультації проводили примусову стерилізацію, а психіатрична клініка, якою тоді керував Карл Шнайдер, брала участь у програмі умертвіння T-4 з евтаназії.
Американські війська вступають до Гайдельберга 1 квітня 1945 року. Наступного дня члени Корпусу контррозвідки почали розслідувати діяльність нацистів в університеті. Водночас вони сприяли створенню «Комітету тринадцяти», спрямованого на відновлення роботи університету. Ця група професорів, що включала антинацистського економіста Альфреда Вебера та філософа Карла Ясперса, підготувала новий статут університету. Нові статути зобов'язували університет служити «живому духу Істини, Справедливості та Людяності». Університет поступово знову почав працювати. Медичний факультет відкрився 1 листопада 1945 року, богословський факультет — у грудні, а 15 січня 1946 року університет повністю відновив роботу.
Студентські товариства були заборонені владою США, а також не входили до планів Комітету тринадцяти, який шукав інших способів інтеграції студентів у демократичний університет. Натхненний прикладом Оксфорда та Кембриджа, професор Карл Генріх Бауер, який став першим повоєнним ректором, запропонував створити Collegium Academicum.

### Подальша історія
Протягом 1960-х та 1970-х років кількість студентів в університеті значно зросла, з 5200 у 1954 році до 10 900 у 1962 році та 21000 у 1979 році. Зростання університету спонукала до реформування його структури. З цією метою університет отримав додаткове фінансування на реорганізацію, а земля Баден-Вюртемберг 1 квітня 1968 року прийняла закон про впровадженя принципів демократичного управління університетом. Після цього Гайдельберзький університет мусив прийняти новий статут. Згідно з ним, кількість факультетів збільшилась з п'яти до шістнадцяти, і були створені статутні збори (Grundordnungsversammlung), в яких були пропорційно представлені всі категорії членів університету. Ця нова структура не працювала належним чином і призвела до політизації університету.
Протягом 1967 року, завдяки наявності штаб-квартири американських військ, Гайдельберг став одним з головних осередків лівих студентських протестів у Німеччині, після Берліна та Франкфурта. 29 травня 1968 року ректор призупинив діяльність студентського парламенту.
Collegium Academicum, який став символом студентського руху, був розпущений у 1975 році, а будівлі Старих казарм (Alte Kaserne) були відремонтовані та перетворені на адміністративні будівлі. На околиці міста, в районі Ноєнгаймер-Фельд, побудували великий кампус для медицини та експериментальних наук.
У зимовому семестрі 2017—2018 років загальна кількість студентів становила майже 31 000 осіб.

## Структура та організація

### Організація

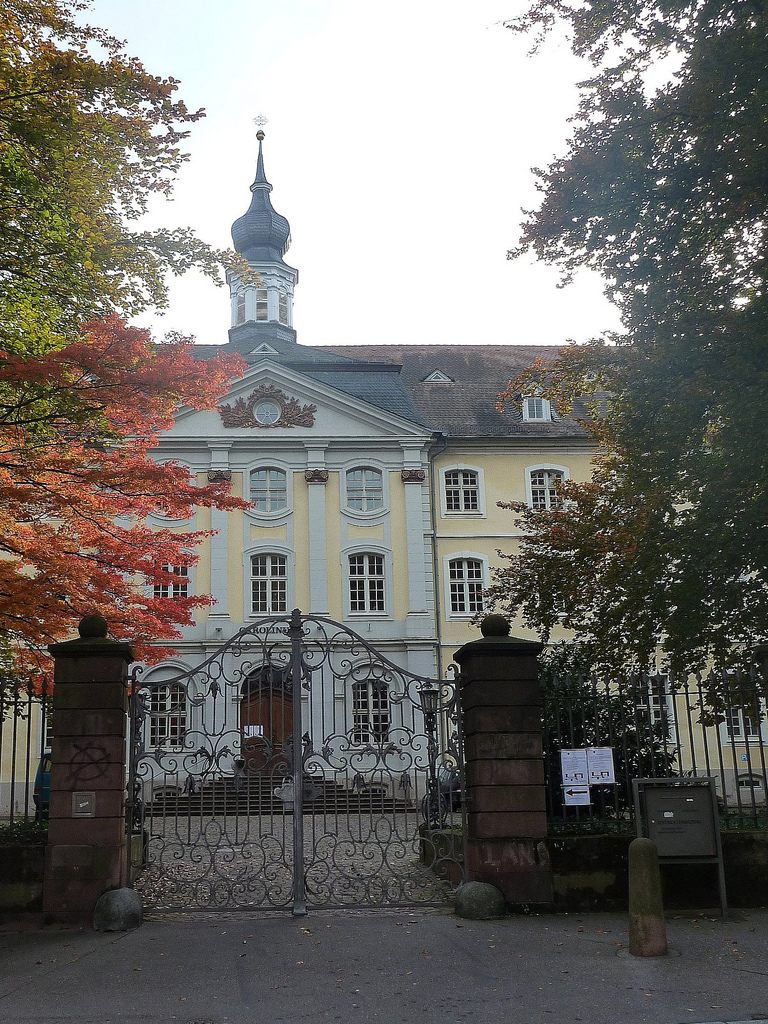
Центральна адміністрація з 1976 року розміщена в Каролінеумі.

Ректорат є виконавчою владою університету. Ректор обирається на шестирічний термін. Ректорат складається з канцлера, відповідального за центральне управління та фінанси, та чотирьох проректорів, які відповідають відповідно за міжнародні зв'язки, навчання, якість, а також інфраструктуру та дослідження.
Сенат є законодавчою гілкою університету. Ректор та члени ректорату автоматично є членами сенату, як і декани факультетів та уповноважений університету з питань рівних можливостей. Двадцять сенаторів обираються на чотирирічний термін згідно з таким розподілом: вісім професорів університету, чотири викладачі, чотири члени академічного персоналу, чотири студентські делегати та чотири співробітники адміністрації університету.
Університетська рада (Universitätsrat) є наглядовою радою ректорату й сенату. Вона відповідає за обрання ректора та канцлера, затвердження структури та розвитку університету, а також затвердження фінансової звітності. Її членів (шістьох позауніверситетських, п'ятьох внутрішніх) призначає міністр науки Баден-Вюртемберга.

### Факультети

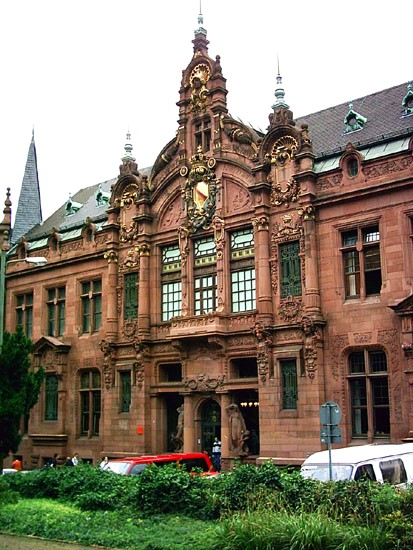
Головний вхід до університетської бібліотеки

З моменту структурної реформи 2002 року, яка набула чинності у зимовому семестрі 2002—2003 років, університет складався з дванадцяти факультетів. Відповідно до закону Баден-Вюртемберга про університети від березня 2000 року (нім. Universitätsgesetz) кожен факультет має щонайменше двадцять кафедр, за винятком богословського факультету, регульованого угодою між державою та церквою 1931 року (нім. Staats-Kirchen-Vertrag).
Факультети:
- Теологічний факультет
- Юридичний факультет
- Факультет філософії
- Факультет нової філології
- Факультет економічних та соціальних наук
- Факультет поведінкової та емпіричної культурології
- Факультет математики та інформатики
- Факультет фізики та астрономії
- Факультет хімії та геології
- Факультет біологічних наук
- Медичний факультет

## Кампуси
Гайдельберзький університет від 1393 року мав у своєму розпорядженні власні будівлі. Спочатку університет розвивався у старому місті Гайдельберга, з 1869 року — на схід від старого міста, в районі Берггайм, а з 1930-х років — на півночі міста, на іншому березі Неккару, в районі Ноєнгаймер-Фельд.
Крім трьох основних кампусів, факультет фізики розташований на заході району Ноєнгайм на Філозофенвеґ, а Гайдельберзька обсерваторія — на вершині гори Кенігштуль, над Гайдельберзьким замком.

### Старе місто

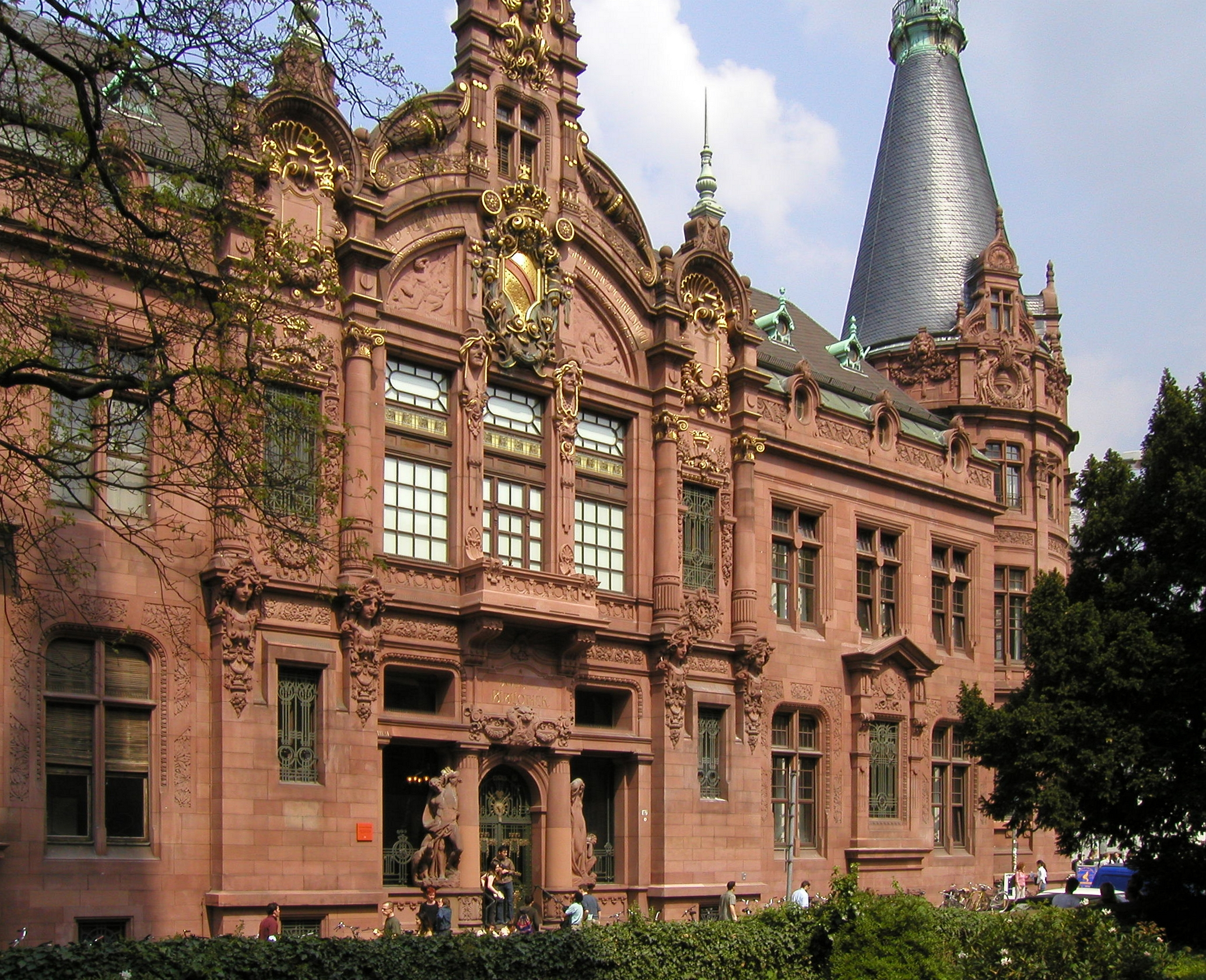
Головна будівля університетської бібліотеки, збудована 1905 року.

Університетська площа є центром кампусу в старому місті. Це також історичне ядро університету, адже провулок Августінергассе, який веде на площу, названий на честь колишнього монастиря августинців, де, ймовірно, відбувалися перші заняття. На площі розташована «стара» університетська будівля (1735), «нова» університетська будівля (1931), а також Земінарінгаус кінця 1970-х років на провулку Грабенгассе, де знаходиться їдальня (нім. Mensa). Поблизу розташовані головна будівля бібліотеки, центральна адміністрація, інститут романських мов, стара будівля юридичного факультету та Маршталльгоф — колишні королівські стайні, де зараз розміщено кілька інститутів, археологічний музей, їдальню та офіс служби підтримки студентів (нім. Studentenwerk).

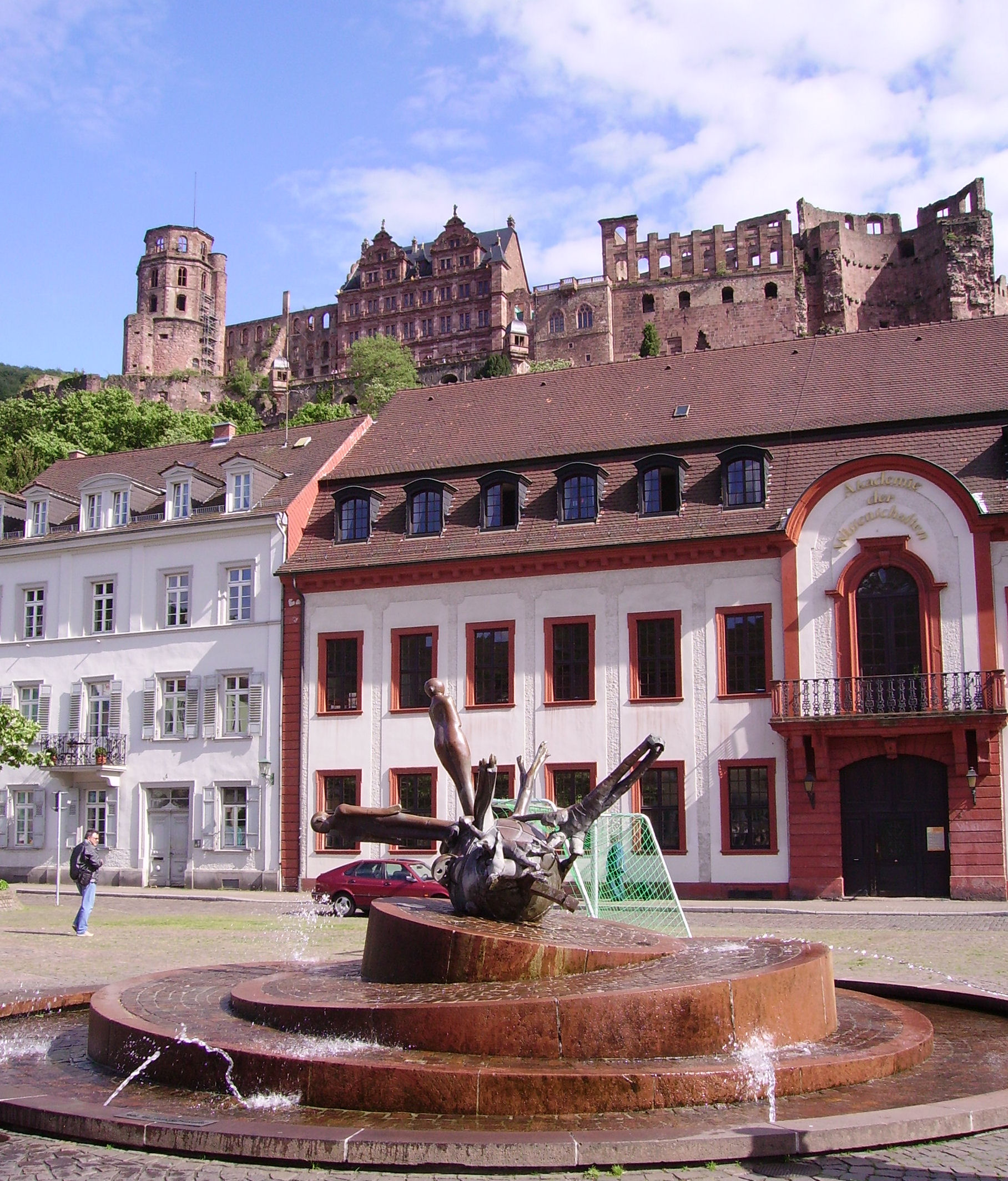
Karlsplatz, фонтан Себастьяна Мюнстера та академія наук.

На схід від університетської площі та Церкви Святого Духа розташована площа Карлсплац, у центрі якої знаходиться фонтан, присвячений «Космографії» Себастьяна Мюнстера. Навколо площі — Академія наук Гайдельберга та інститут германістики, який частково розміщений у палаці Бойсере — бароковій будівлі 1703—1705 років, яку відвідував Гете у 1814 і 1815 роках. Тут також розташовані інститути теології.
Інші університетські будівлі в старому місті знаходяться на захід від університетської площі, поблизу вулиць Академіштрассе та Брунненгассе. Інститут психології розміщений в колишньому інституті анатомії, а Фрідріхсбау розташований на місці колишнього монастиря домініканців, де проживали Гельмгольц і Кірхгоф. Навпроти Фрідріхсбау знаходиться Будинок велетня (нім. Haus zum Riesen) та колишній хімічний інститут, де працювали Густав Кірхгоф та хімік Роберт Бунзен, нині в ньому розміщено аудиторії та інститути факультету іноземних мов.

### Район Берггайм

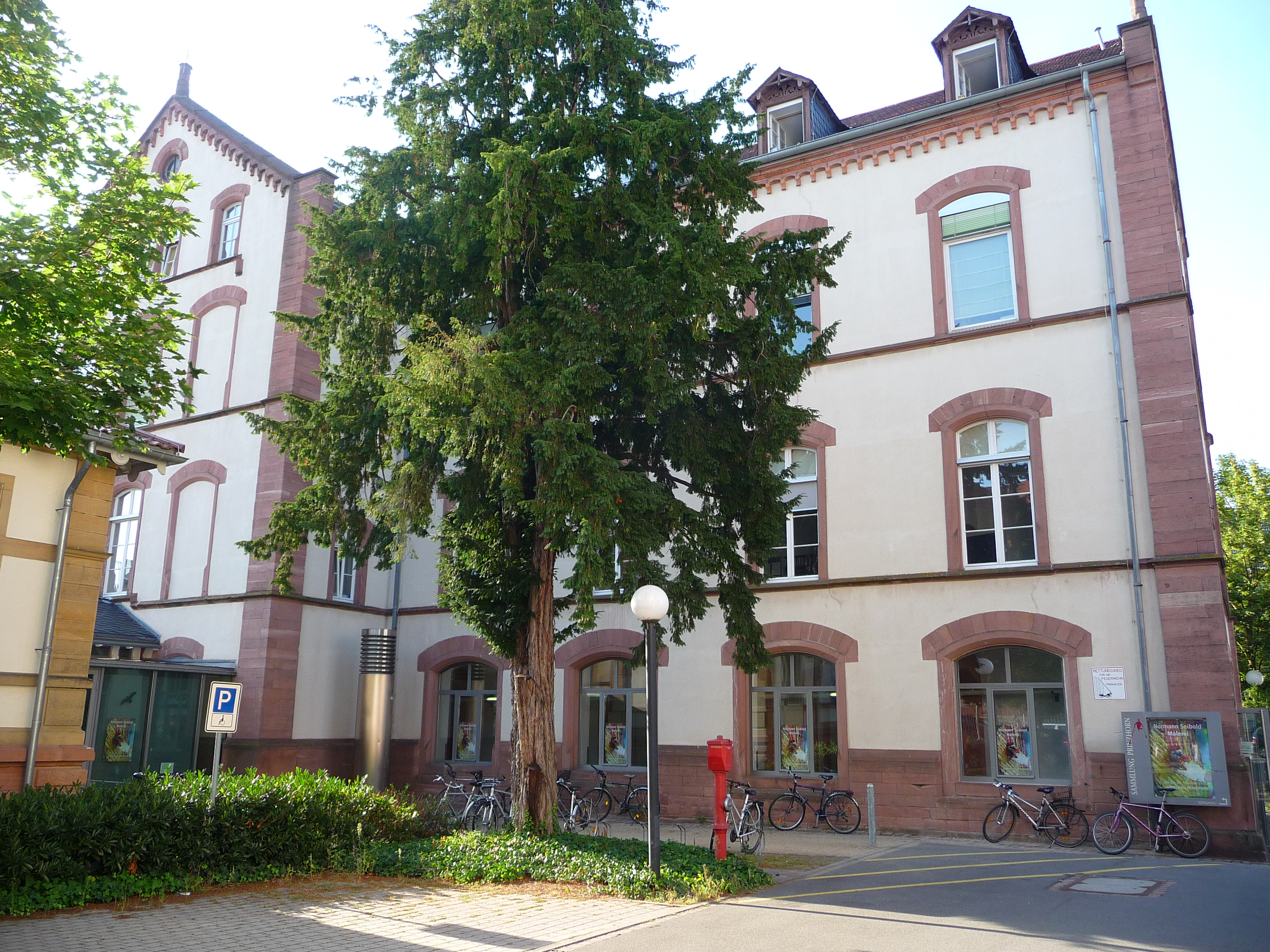
Вхід до Прінцгорнської колекції.

У 1869—1876 роках у районі Берггайм збудували нові корпуси для Гайдельберзької університетської клініки, створеної 1855 року. Вона включала багато відділень (хірургія, гінекологія, загальна медицина, офтальмологія, психіатрія, патологія). У 1919—1929 роках збудували нову клініку загальної медицини під керівництвом Лудольфа фон Крелля, ім'ям якого її згодом назвали. У зв'язку з новими потребами розширення, 1933 року вирішили створити кампус Ноєнгаймер-Фельд, куди вже 1936 року переїхала хірургічна клініка. Інші відділення переїжджали на новий кампус поступово.
2001 року колишню аудиторію неврологічної клініки переобладнали під музей для Прінцгорнської колекції, яка отримала таким чином постійний виставковий простір.
Новий «кампус Берггайм» розташований у колишній клініці Лудольфа Крелля. З березня 2009 року тут розміщені інститути економіки, політології, соціології та відповідна бібліотека.

### Кампус Ноєнгаймер-Фельд

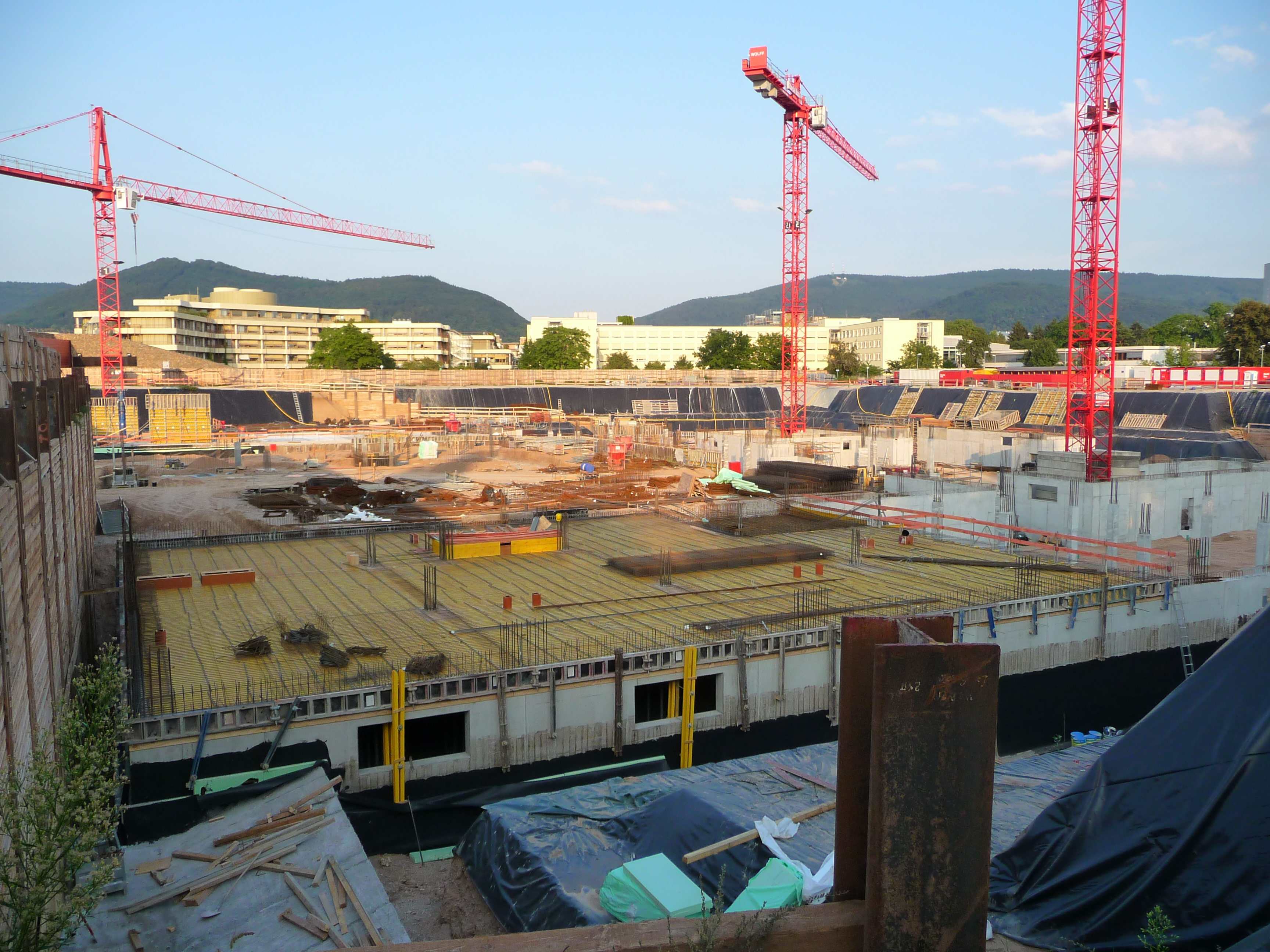
Будівництво нових клінік гінекології-акушерства та дерматології на кампусі Ноєнгаймер-Фельд, 2009.

Район Ноєнгаймер-Фельд розташований на північному заході Гайдельберга, на протилежному від старого міста березі річки Неккар, приблизно в десяти хвилинах трамваєм або автобусом від Старого міста. За винятком факультетів фізики та астрономії, майже всі природничі факультети, медичний факультет, університетська клініка, а також наукове відділення університетської бібліотеки розміщені на цьому кампусі. Кампус також має великі автостоянки, головні гуртожитки та спортивні споруди університету.
У Ноєнгаймер-Фельд також розміщені кілька незалежних науково-дослідних інститутів. Зокрема, ще 1930 року тут розташований медичний Інститут Кайзера Вільгельма, який 1948 року став Інститутом Макса Планка медичних досліджень. Також тут розташовані Німецький центр досліджень раку і Інститут Макса Планка з порівняльного публічного права та міжнародного права. Кампус є також осередком діяльності кількох біомедичних стартапів.

## Навчання та наукова діяльність

### Організація та тривалість навчання

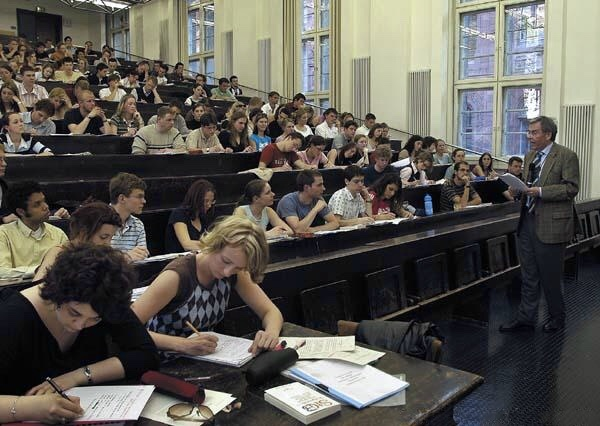
Головна аудиторія нового університету.

Навчальний рік поділяється на два семестри: зимовий семестр триває з 1 жовтня до 31 березня, а літній — з 1 квітня до 30 вересня. Заняття зазвичай проводяться з середини жовтня до середини лютого та з середини квітня до середини липня. Студенти можуть розпочати навчання як у зимовому, так і в літньому семестрі, однак деякі програми можна почати лише із зимового семестру.
Університет пропонує чотири основні категорії випускних академічних ступенів: бакалавр, державний іспит (медицина, фармація, стоматологія і право), педагогічні програми для гімназій і магістр. Після здобуття ступеня магістра можна продовжити навчання в аспірантурі, а потім пройти габілітацію для здобуття звання професора університету.
Підготовка до бакалаврату поділяється на два етапи: базове навчання, що триває щонайменше чотири семестри й завершується іспитом, та поглиблене навчання, тривалістю щонайменше два семестри, після якого складають підсумкові іспити. Стандартна тривалість бакалаврату — шість семестрів, після чого для здобуття ступеня магістра потрібно ще чотири семестри. Звичайна тривалість навчання в аспірантурі для студентів денної форми — шість семестрів.

### Вступ

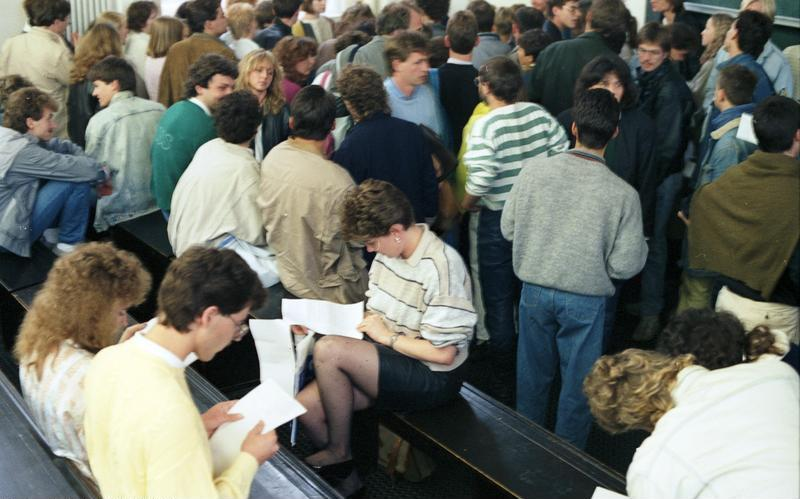
День оголошення результатів письмових іспитів, червень 1988 року.

Для вступу після закінчення середньої школи навчальні дисципліни поділяються на три категорії залежно від того, чи застосовується до них numerus clausus (нім. Bewerbungspflicht): відсутній, внутрішній (університету Гайдельберга) або загальнонаціональний (медицина в Гайдельберзі й Мангеймі, фармація та стоматологія).
Для дисциплін із загальнонаціональним numerus clausus діє така схема: 20 % місць надається абітурієнтам з найкращими оцінками на абітурі або національному іспиті, 20 % — за кількістю семестрів очікування, а 60 % — згідно з критеріями обраного університету.
Для дисциплін із внутрішнім numerus clausus критерії визначаються окремо для кожної спеціальності, щоб надати перевагу наймотивованішим кандидатам. Схема така: 90 % місць надається відповідно до предметних критеріїв і 10 % — за тривалістю очікування.
Для спеціальностей без обмежень вступ ґрунтується на встановлених вимогах, зокрема володінні німецькою мовою на належному рівні. Іноземні студенти повинні скласти мовний тест з німецької мови, наприклад DSH.
Наприклад, у зимовому семестрі 2008—2009 університет запропонував 606 місць із загальнонаціональним numerus clausus (на 13651 вступників) та 2871 із внутрішнім numerus clausus (на 27562 кандидатів).
Для прямого вступу до магістратури потрібен диплом, еквівалентний бакалавру, з оцінкою не нижче «добре» (B+ за американською або 2:1 за британською системою). За винятком англомовних програм, обов'язковим є тест з німецької мови.
Для вступу до аспірантури потрібно мати високі оцінки за магістерську програму, але процедура вступу залежить від спеціальності і не є універсальною. Іноземні заявки зазвичай становлять понад 20 % і розглядаються індивідуально.

### Дослідження

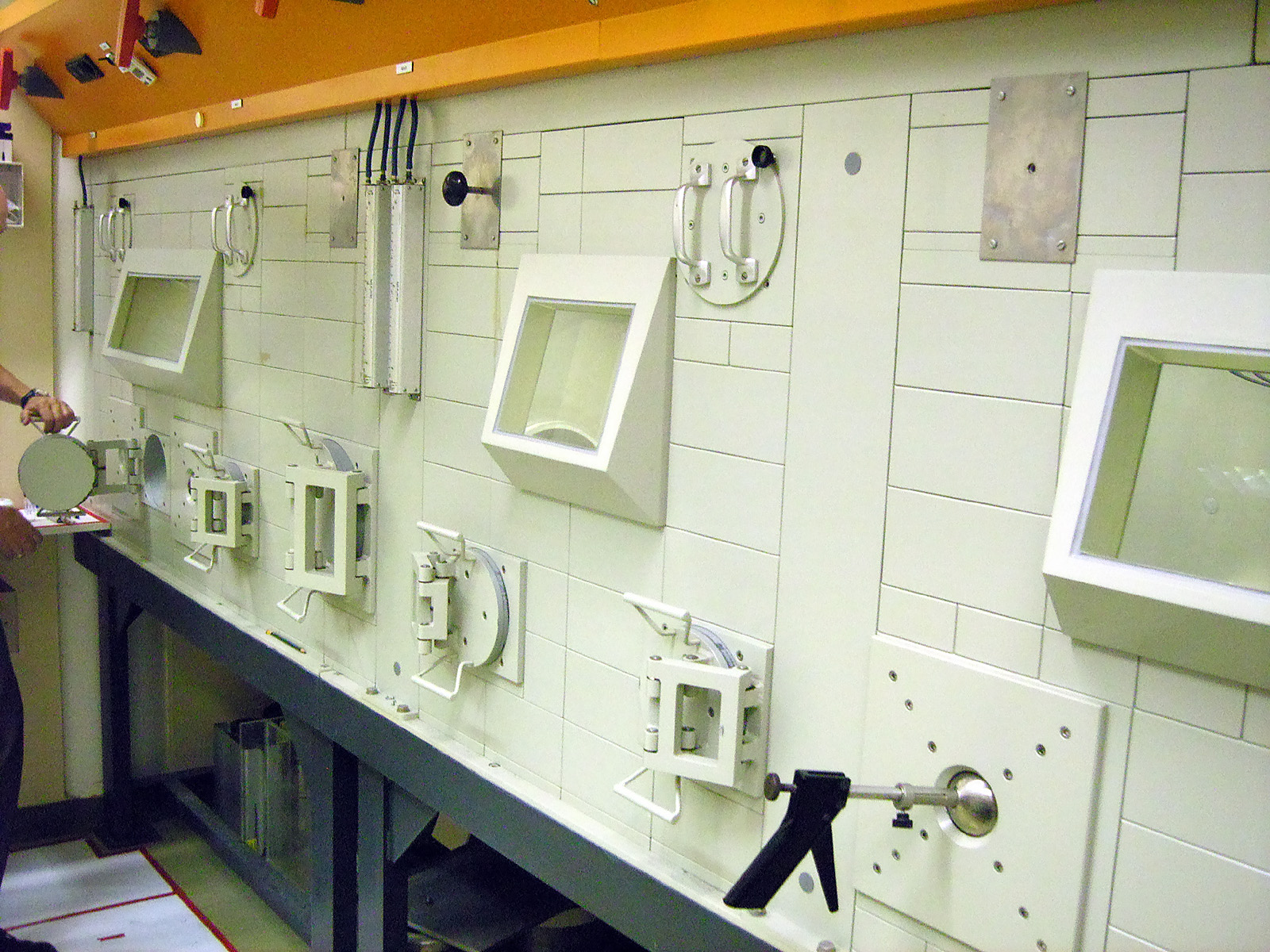
«Гарячі комірки» у відділенні ядерної медицини.

У межах Німецької ініціативи досконалості університетів, стратегія Гайдельберзького університету базується на концепції повноцінного університету (англ. Comprehensive University). Основну увагу зосереджено на експериментальних науках і медицині, водночас підтримуються високоякісні програми в галузі гуманітарних і соціальних наук. Серед конкретних проєктів — колегіум «Марсиліус», названий на честь першого ректора Марсилія з Інгена, заснований у 2007 році для сприяння діалогу та міждисциплінарним дослідженням, особливо між природничими й гуманітарними науками.

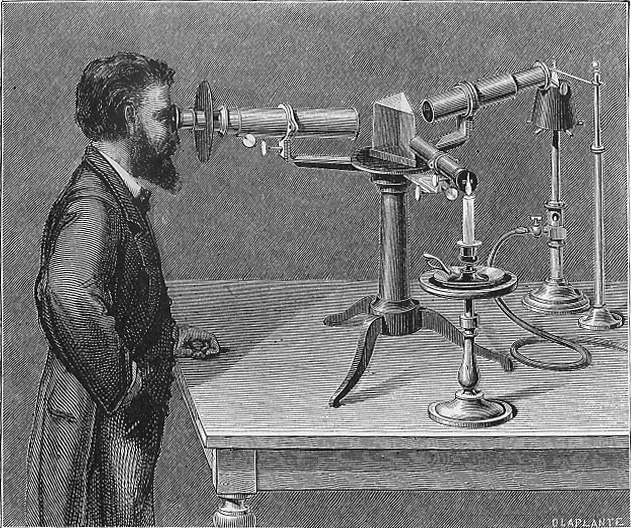
Кірхгоф за роботою зі спектроскопом, 1896 рік.

Гайдельберзький університет очолює два дослідницькі програми, що поєднують університет із незалежними дослідницькими інститутами та промисловістю (так звані «кластери досконалості в межах ініціативи досконалості»):
- Клітинні мережі: до кількісного розуміння складних функцій;
- Азія та Європа в глобальному контексті: Змінні асиметрії у культурному обміні[78].

Третій компонент ініціативи досконалості — це три аспірантури:
- аспірантура з фундаментальної фізики;
- аспірантура з математики й обчислювальних методів;
- аспірантура з молекулярної й клітинної біології імені Гартмутa Гоффман-Берлінга[78].

### Наукометрія
У 2010 році в рейтингу QS World University Rankings, опублікованому U.S. News, Гайдельберг посів перше місце в Німеччині, 14-те в Європі та 51-ше у світі. Шанхайський рейтинг поставив Гайдельберг на 2-3 місце в Німеччині, 12-18 у Європі та 58-66 у світі.

## Студентське життя

### Традиції

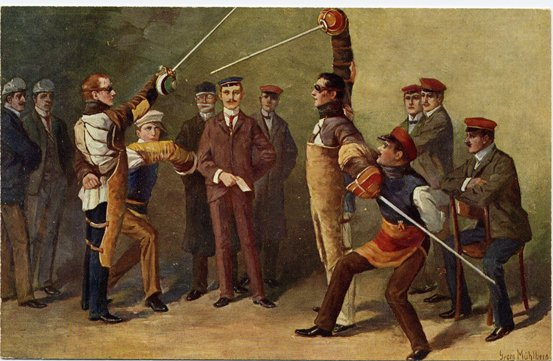
«Auf die Mensur»: зображення традиційного поєдинку між студентськими товариствами (ліворуч — Saxo-Borussia Heidelberg у біло-зелено-чорно-білих кольорах, у білих кашкетах; праворуч — Vandalia Heidelberg у золото-червоних кольорах, у червоних кашкетах), бл. 1900, Георг Мюльберг.

У Гайдельберзі діє тридцять чотири студентських об'єднання (нім. Studentenverbindung), більшість із яких заснована ще в XIX столітті. Їхні будинки здебільшого зведені у XIX столітті й розташовані в Старому місті. Під час традиційних урочистостей (Kommers) учасники одягають стрічки та кашкети у кольорах свого товариства.
У XIX й на початку XX століття студентські товариства відігравали важливу роль у студентському житті Німеччини. У цей період було поширеним проведення мензури — поєдинку на шпагах із відкритим обличчям. Шрам на обличчі тоді вважали свідченням відваги.
У XXI столітті студентські товариства охоплюють лише незначну частку студентів (близько 800 осіб у 2010 році). Їхні заявлені цілі — збереження академічних традицій і побудова дружби на все життя.

### Спорт
Університет пропонує широкий спектр спортивних курсів: 16 командних видів спорту — від американського футболу до волейболу, 11 напрямів бойових мистецтв, 26 видів гімнастики — від фітнесу до бодибілдингу, 9 курсів оздоровчого напрямку — від аквапауеру до йоги, а також 12 стилів танців. Крім того, доступні заняття з кінного спорту, вітрильного спорту, академічного веслування, лижного спорту у Французьких Альпах, легкої атлетики, плавання, фехтування, велоспорту, гімнастики тощо. Більшість спортивних занять є безкоштовними.
Університетські команди особливо відомі у таких видах спорту, як футбол, волейбол, кінний спорт, дзюдо, карате, легка атлетика та баскетбол. Команда з легкої атлетики регулярно демонструє найкращі результати на студентських чемпіонатах Німеччини. Чоловіча баскетбольна команда «USC Heidelberg» виграла 13 національних чемпіонатів (рекорд змагань) і є єдиною університетською командою, яка виступає на професійному рівні у другому дивізіоні чемпіонату Німеччини з баскетболу.

### Культурне та соціальне життя

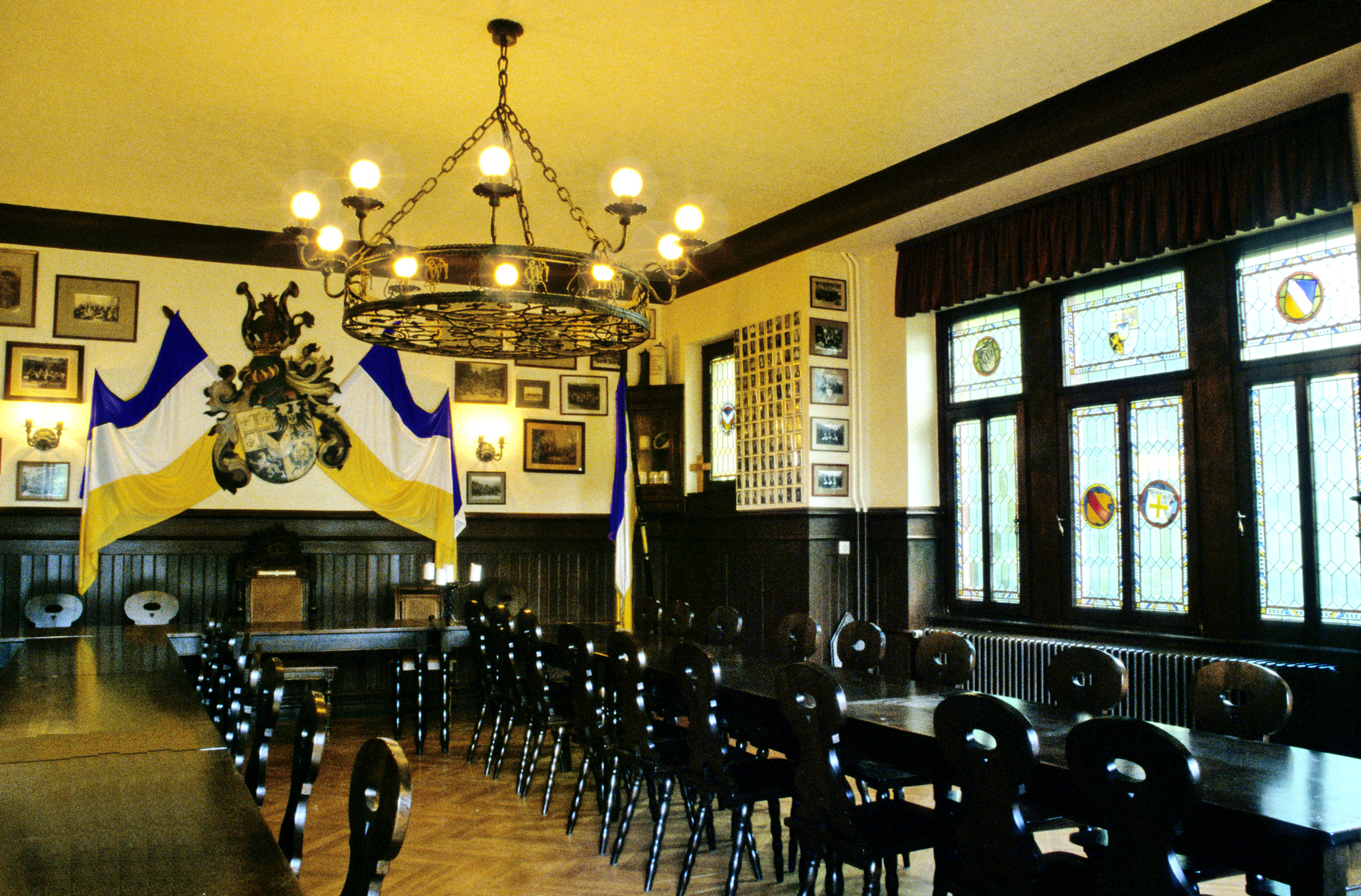
Kneipsaal Heidelberger Wingolf — зала студентського товариства Wingolf.

Університет підтримує низку студентських об'єднань, зокрема студентський парламент (нім. Allgemeiner Studierendenausschuss), студентські ради всіх факультетів, 4 театральні трупи, університетський оркестр «Collegium Musicum», 4 хори, 6 студентських ЗМІ, 6 міжнародних студентських організацій, 9 політичних або громадських об'єднань, відділення європейських студентських організацій за фахом, 4 клуби, що сприяють міжнародним зв'язкам і культурному обміну, шаховий клуб, літературний клуб, риторичний клуб, 2 студентські бізнес-ініціативи та 4 релігійні спільноти.
Студентські ради факультетів, гуртожитки та студентські товариства організовують вечірки на початку та в кінці семестрів. Загалом Гайдельберг вирізняється жвавим нічним життям, численними пабами й нічними клубами.

### Медіа
Студентська газета «Рупрехт» (нім. Ruprecht) виходить з 1987 року накладом у 10 000 примірників. У 2007 році газета здобула премію для університетських видань від MLP. Журі, до якого входили журналісти провідних медіа, назвало газету «добре збалансованою, попри її критичну позицію», а її дизайн — «просто геніальним», що «відповідає найвищим професійним стандартам». «Рупрехт» фінансується виключно за рахунок рекламних доходів, що дозволяє зберігати незалежність від керівництва університету. Кілька відомих журналістів починали свою кар'єру саме в цій газеті.
Онлайн-газета UNiMUT виходить з січня 1989 року. Видання керується студентськими радами факультетів і часто звинувачувало «Рупрехт» у надмірній конформності та орієнтації на естетику.
З 2004 року в Гайдельберзі також виходить щоквартальний юридичний студентський журнал «StudZR» (нім. Studentischen Zeitschrift für Rechtswissenschaft Heidelberg, Студентський журнал правознавства Гайдельберга).

## Відомі особистості
Серед випускників і викладачів Гайдельберзького університету багато відомих філософів, поетів, юристів, політиків, підприємців і науковців. У XIX столітті тут викладали такі науковці, як Герман фон Гельмгольц, Роберт Вільгельм Бунзен, Густав Роберт Кірхгоф. У період 1871—1914 років університет займав друге місце після Берлінського університету за кількістю представників німецького уряду, які тут навчалися. Із часу заснування Нобелівської премії університет був пов'язаний із 29 лауреатами, семеро з яких отримали її під час своєї роботи в університеті: Альбрехт Коссель (1853—1927), лауреат Нобелівської премії з медицини 1910 року, Фрідріх Бергіус (1884—1949) та Карл Бош (1874—1940), лауреати премії з хімії 1931 року, Ріхард Кун (1900—1967), лауреат з хімії 1938 року, Вальтер Боте (1891—1957), лауреат з фізики 1954 року, Ганс Даніель Єнсен (1907—1973), лауреат з фізики 1963 року, та Георг Віттіг (1897—1987), лауреат з хімії 1979 року. Станом на 2010 рік серед викладачів університету були лауреати Нобелівської премії з медицини Берт Закман (1991) і Гаральд цур Гаузен (2008), а також сім лауреатів премії Лейбніца.
Серед студентів гуманітарного і соціального напрямів — поет і драматург Крістіан Фрідріх Геббель, кінорежисер Фрідріх Вільгельм Мурнау, лауреат Нобелівської премії з літератури Карл Шпіттелер, політологиня Ганна Арендт, соціологи Карл Маннгайм, Роберт Парк та Талкотт Парсонс. Серед філософів, що викладали в університеті, — Георг Вільгельм Фрідріх Гегель, Карл Ясперс, Ганс-Георг Гадамер, Юрген Габермас, засновник соціології Макс Вебер, український філософ і славіст Дмитро Чижевський. У Гайдельберзі навчалися й викладали засновник психології як науки Вільгельм Вундт і засновник наукової психіатрії Еміль Крепелін. Філософ Людвіг Феєрбах вивчав тут богослов'я, а поет Йозеф фон Айхендорф — право.
Серед випускників, що стали політиками, — лауреати Нобелівської премії миру швейцарець Шарль Альбер Гоба і бельгієць Огюст Бернарт. Серед членів уряду Третього рейху були випускники університету, зокрема Йозеф Геббельс і Вільгельм Фрік, засуджений на Нюрнберзькому процесі. Пізніше федеральний канцлер Гельмут Коль також здобув освіту в Гайдельберзі. В Гайдельберзькому університеті навчався промисловець Густав Крупп, директор компанії Krupp AG.
У 1966—1969 роках ректоркою університету була Маргот Бекке-Герінг, яка стала першою жінкою, що очолила університет у ФРН.

## У культурі

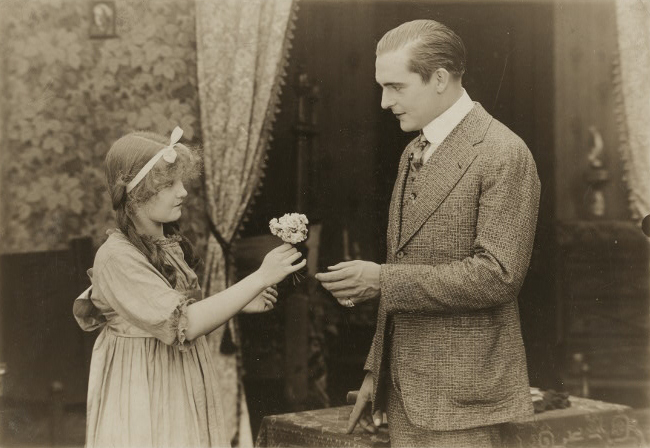
Сцена з Old Heidelberg (1915), фільму Джона Емерсона з Воллесом Рідом у ролі принца Карла Генріха та Дороті Гіш у ролі Кеті Рудер.

У своєму творі «Бродяга за кордоном» (англ. A Tramp Abroad), опублікованому 1880 року, Марк Твен з гумором і в деталях описує свої враження від університетського життя в Гайдельберзі. Він змальовує університет як школу для аристократів, де студенти ведуть витончений спосіб життя, і описує значний вплив студентських товариств.
П'єса Вільгельма Маєра-Ферстера «Старий Гайдельберг» (нім. Alt Heidelberg, 1903) розвиває ідеї, подібні до розповіді Твена. Це історія німецького принца, який приїздить до Гайдельберга на навчання та закохується в доньку свого господаря. У 1927 році Ернст Любіч екранізував п'єсу як німий фільм «Принц-студент у Старому Гейдельберзі». У 1924 році з'явилась оперета «Принц-студент» (The Student Prince) композитора Зігмунда Ромберга, а в 1954 році компанія Metro-Goldwyn-Mayer випустила кольоровий фільм «Принц-студент», заснований на цій опереті.
Рік навчання у Гайдельберзькому університеті головного героя роману Вільяма Сомерсета Моема «Тягар пристрастей людських» (англ. Of Human Bondage), опублікованого в 1915 році, значною мірою має автобіографічний характер. Цей епізод представлений також у фільмі Джона Кромвела 1934 року «Тягар пристрастей людських» з Леслі Говардом у ролі Філіпа Кері та Бетт Девіс у ролі Мілдред, а також у рімейках 1946 (реж. Едмунд Гулдінг) та 1964 року (реж. Браян Форбс).
У романі Бернхарда Шлінка «Читець» (1995), а також в екранізації Стівена Долдрі «Читець» (2008), Гайдельберзький університет є основним місцем дії другої частини, де головний герой Міхаель Берг навчається на юридичному факультеті.
Медичний факультет Гайдельберзького університету є центральним місцем дії німецького фільму жахів «Анатомія» (2000) режисера Штефана Рузовіцкі.